# Regne de Nembe
El regne de Nembe és un estat tradicional del delta del Níger, a l'estat de Bayelsa, al sud de Nigèria. Concretament està a les LGAs de Nembe i de Brass. El títol tradicional que designa el cap del regne de Nembe és el d'Amanyanabo. Avui en dia, el lideratge del regne de Nembe és compartit entre els Amanyanabos d'Ogbolomabiri, de Bassambiri i de Twon Brass.

## Història
Els nembes són els membres d'un clan ijaw del la regió del delta del Níger que viuen a la zona que avui en dia ocupa la Reserva Forestal Edumanom. No es coneix exactament la data de fundació del regne de Nembe. La tradició afirma que el desè rei nembe es deia Ogio i que va governar al voltant del 1639; aquest és considerat l'avantpassat dels reis posteriors. Posteriorment, a principis del segle xix una guerra civil va enfrontar dues fraccions dels nembes. El rei Ogbodo i els seus seguidors van fundar el nou assentament de Bassimibiri i el rei Mingi va romandre a la ciutat de Nembe.
Quan els europeus van arribar al Golf de Biafra el regne de Nembe va esdevenir un estat esclavista però no fou tan important com els regnes de Bonny i de Calabar. Els comerciants europeus van anomenar la zona com "Brass", utilitzant la frase nadiua, "ba ra sin", que significava "no acceptem aquest negoci" i van anomenar a la ciutat de Nembe com Brasstown. Més tard, el topònim "Brass" fou utilitzat pels europeus per a referir-se a la ciutat costanera de Twon, que actualment és coneguda com a Twon-Brass.
El comerç d'esclaus de Nembe va gaudir del punt culminat al segon quart del segle xix, quan els britànics van intentar suprimir el comerç d'esclaus bloquejant els ports d'Ubani i de Calabar. La situació de la ciutat, 30 milles amunt del riu Brass va esdevenir un avantatge en aquestes circumstàncies. Tot i això, amb la caiguda de la demanda d'esclaus, l'oli de palma va esdevenir el producte d'exportació més important a mitjans del segle. A finals del segle xix missioners cristians van contribuir a l'augment de les tensions entre les faccions dels nembes. Ogbolomabiri va rebre una missió el 1867 i Bassambiri va romandre pagana.
Després del 1884, el regne de Nembe fou inclòs en la zona que els britànics van reclamar la seva sobirania amb el nom de Protectorat d'Oil Rivers. Els nembes, que en aquells moments controlaven el comerç de l'oli de palma, primer es van resistir a signar el tractat de protecció i van lluitar contra la Royal Niger Company perquè aquesta no obtingués el monopoli del comerç. El gener del 1895, el rei nembe William Koko va liderar un atac amb més d'un miler de guerrers contra la seu de la companyia a Akassa, que no van causar morts d'europeus. En aquesta batalla, els britànics van destruir la ciutat de Brass i van matar 4000 nembes. A més a més, molts més nembes van morir per una epidèmia de verola. Posteriorment, els britànics van establir un consolat a Tvon-Brass, des del que van administrar la zona. Els caps tradicionals foren restablerts en el poder a la dècada de 1920, tot i que amb un rol simbòlic que mantenen avui en dia.

### Esdeveniments recents
La regió nembe a l'època actual ha tingut molts capítols violents, molts d'ells vinculats al conflicte del delta del Níger. A principis del 2003 a Nembe Bassambiri hi hagué molts morts quan dues faccions rivals no estaven d'acord amb la distribució dels materials electorals de les eleccions generals. El 2003/2004 la comunitat nembe va lluitar contra una comunitat rival i moltes llars van resultar destruïdes, va morir gent i altres es van exiliar. La causa d'aquest conflicte fou una disputa respecte als ingressos econòmics de l'extracció de petroli d'un pou de petroli de la Shell d'Obioku que eren reivindicats pels nembes de Bassambiri i per la ciutat d'Odioma. A l'octubre de 2004 el rei Ralph Iwowari va encapçalar les cerimònies que marcaven el final de la crisi.
Al febrer de 2009 homes armats que viatjaven en dos bots ràpids van atacar les tropes que defensaven la terminal de petroli de l'Agip de Twon-Brass però l'atac fou refusat. El maig de 2009 el Consell de Caps de Nembe-Bassambiri van acusar l'Omissió Nacional Electoral Independent que es constituís a Brass. A l'abril del 2010 el govern de l'estat de Bayelsa va intentar resoldre les discòrdies entre les comunitats de Bassambiri i d'Ogbolomabiri.

## Reis

### Ogbolomabiri
Reis d'Ogbolomabiri:
| Inici                | Fi   | Rei                                                        |
| -------------------- | ---- | ---------------------------------------------------------- |
| 1745                 | 1766 | Mingi I                                                    |
| 1766                 | 1788 | Ikata Mingi II                                             |
| 1788                 | 1800 | Gboro Mingi III                                            |
| 1800                 | 1832 | Kulo Mingi IV "King Forday"                                |
| 1832                 | 1846 | Amain Mingi V "King Boy"                                   |
| 1846                 | 1846 | Kuki                                                       |
| 1846                 | 1863 | Kien Mingi VI                                              |
| 1863                 | 1879 | Joshua Constantine Ockiya Mingi VII                        |
| 1879                 | 1889 | (vacant)                                                   |
| 1889                 | 1896 | Frederick William Koko Mingi VIII (d. 1898)                |
| 1896                 | 1926 | (vacant)                                                   |
| 1926                 | 1939 | Joshua Anthony O. Ockiya Mingi IX (b. c.1873 – d. 1939     |
| 1939                 | 1954 | (vacant)                                                   |
| 1954                 | 1979 | Francis O. Joseph Allagoa Mingi X (d. 1979)                |
| 1979                 | 2004 | Kien Ambrose Ezeolisa Allagoa Mingi XI (b. 1914 – d. 2004) |
| 2004                 | 2008 | Osamade. E. A Allagoa MIngi XII (2005-2007)                |
| 23 de Febrer de 2008 |      | Edmund Maduabebe Daukoru, Mingi XIII (b. 1943)             |

### Bassambiri
Els últims reis de Bassambiri són:
| Inici | Fí   | Rei                     |
| ----- | ---- | ----------------------- |
|       | 1870 | Arisimo "King Peter"    |
| 1870  | 1894 | Ebifa                   |
| 1894  | 1924 | (vacant)                |
| 1924  | 1927 | Albert Oguara           |
| 1928  |      | Ben I. Warri            |
|       |      | Ralph Iwowari, Mein VII |

### Twon-Brass
| Start | End | Ruler                                 |
| ----- | --- | ------------------------------------- |
|       |     | Alfred Diete-Spiff (b.30 juliol 1942) |